# SDカードアダプタ
SDカードアダプタ（SD Card Adapter）は、任天堂が2003年7月18日に発売した、ニンテンドー ゲームキューブの周辺機器（型番:DOL-019）。

## 概要
SDメモリーカードをメモリーカードのスロットに変換するアダプタである。ただし、セーブデータの保存にSDカードが使用できるようになる周辺機器ではなく、後述の対応ソフトで追加機能が楽しめるというものであった。
発表当時はプレイデータをＥメールに添付し遠隔地の友人に送ったり、インターネットで配信される専用イベントデータをＧＣソフト内に取り込むといった活用方法が想定されていた。
対応ソフトでの使用の場合、SDメモリーカードの最大認識容量は1GB（SDHCカードは非対応）となる。
Homebrew（任天堂非公認）等のために海外では他社より非公認のアダプタが発売されたほか、アダプタの自作もされている。

## 対応ソフト
どうぶつの森e+
「村」を貸し出したり、スクリーンショットを保存できる。
ポケモンチャンネル 〜ピカチュウといっしょ!〜
「ドーブルペイント」で描いた絵をTIFF形式で保存。絵は容量が許す限り保存できる。